# Joël Damahou
Joël Eric Bailly Damahou (Koumassi, 28 gennaio 1987) è un ex calciatore ivoriano, di ruolo centrocampista.

## Carriera
Il 1º luglio 2017 viene acquistato a titolo definitivo dalla squadra cipriota del Nea Salamis.

## Palmarès

### Club

#### Competizioni nazionali
- Coppa d'Armenia: 1

Alaškert: 2018-2019